# Durgapur
Durgapur là một thành phố và là nơi đặt hội đồng thành phố (municipal corporation) của quận Barddhaman thuộc bang Tây Bengal, Ấn Độ.

## Địa lý
Durgapur có vị trí 23°29′B 87°19′Đ / 23,48°B 87,32°Đ Nó có độ cao trung bình là 65 mét (213 feet).

## Nhân khẩu
Theo điều tra dân số năm 2001 của Ấn Độ, Durgapur có dân số 492.996 người. Phái nam chiếm 53% tổng số dân và phái nữ chiếm 47%. Durgapur có tỷ lệ 75% biết đọc biết viết, cao hơn tỷ lệ trung bình toàn quốc là 59,5%: tỷ lệ cho phái nam là 81%, và tỷ lệ cho phái nữ là 69%. Tại Durgapur, 10% dân số nhỏ hơn 6 tuổi.